# 王嘉謨 (萬曆進士)
王嘉謨（1560年—1606年），字伯俞，號弘岳，豹韜衛官籍，山東濟南府鄒平縣人，明朝政治人物。同進士出身。

## 生平
萬曆七年（1579年）己卯科顺天府乡试第五十四名舉人。萬曆十四年（1586年）丙戌科会试二百十一名，第三甲第二百七名進士。吏部观政，十五年授行人，萬曆二十年（1592年）十月，選授禮科給事中。二十一年七月升吏科右，二十二年二月升刑科左，六月与工部主事叶麃典陕西乡试，本年升陕西左参议，十月调任河南左参议兼佥事，二十三年十一月奉命管理修河。二十六年五月升本省副使，二十八年二月为总督李化龙所荐，升四川右参政、分守川南，以功升四川按察使，三十一年三月升右布政使、分守川西道。三十二年准致仕，卒。著有《蓟丘集》。

## 家族
曾祖父王欽，曾任豹韜衛副千戶；祖父王寶，曾任豹韜衛副千戶封指揮僉事；父親王應祥，曾任京營左擊將軍都指揮僉事。母游氏（封恭人）。重庆下。弟王嘉譔，文思院副使；王嘉議、王嘉詔。